# Sturnira oporaphilum
Sturnira oporaphilum är en fladdermus i familjen bladnäsor som förekommer i Sydamerika. Populationen infogades i flera äldre avhandlingar som synonym i Sturnira bogotensis men nyare studier och IUCN godkänner den som art.
Arten blir 57 till 83 mm lång (huvud och bål), saknar synlig svans, har 13 till 18,5 mm långa öron och en vikt av 20 till 24 g. Underarmarna är cirka 45 mm långa. Enligt en studie från 1992 (Pacheco & Patterson) har hannar och honor inte samma storlek men uppgiften gick inte att bekräfta i nyare verk.
Denna fladdermus förekommer i nordvästra Argentina, Bolivia, Peru och Ecuador. Den lever i Anderna mellan 500 och 2575 meter över havet. Sturnira oporaphilum vistas i molnskogar och i andra fuktiga skogar. Den äter främst frukter. I södra delen av utbredningsområdet föredras frukter från potatisväxter och pepparväxter.
Arten hotas troligen av skogsavverkningar. IUCN listar hela beståndet som livskraftig (LC).